# Hydnophytum vitis-idaea
Hydnophytum vitis-idaea är en måreväxtart som beskrevs av Elmer Drew Merrill och Lily May Perry. Hydnophytum vitis-idaea ingår i släktet Hydnophytum och familjen måreväxter. Inga underarter finns listade i Catalogue of Life.